# يوسف مصطفى التني
يوسف مصطفى التني شاعر سوداني (1907 - 1969)

## تعليمه
درس في كلية غردون وتخرج منها مهندسا عام 1930 وعمل بالهندسة حتى العام 1942، ثم التحق بالجيش في الفترة (1942-1945) مع نهاية الحرب العالمية الثانية

## عمله في الصحافة والخارجية
- عمل بالهندسة فور تخرجه
- انتقل بعدها للعمل في الصحافة فكتب الشاعر في صحيفتي النهضة أولا ثم الفجر، وفي العام 1945 وصل الي منصب رئيس تحرير الأمة
- بعد ان ترك العمل بالصحافة الحزبية، عمل بمصلحة العمل وأصبح مديرا لها ثم عمل سفيرا في وزارة الخارجية.[1]

وكان عضوا بحزب الأمة وعضوا بالهيئة الستينية لمؤتمر الخريجين.

## إنتاجه الشعري
- ديوان الصدى الأول، صدر بالخرطوم 1938
- ديوان السرائر صدر بالخرطوم
- ديوان التني صدر بالقاهرة 1955

انشغل شعره بعذابات الوطن وقضاياه التحررية التي تتمثل لديه في جفاء أبنائه، وذوي الأهواء. دعا إلى وحدة وادي النيل، وله شعر في الغزل. وفي المدح والإشادة والتهاني. سعى في شعره إلى نشدان الكمال، ومقاربة المحال على عادة شعراء مدرسة «الديوان» التي يعتبر واحدًا من تلاميذها. تتسم لغته بالطواعية، وخياله بالخصوبة مع تغليب الجانب الفكري المقترن بمسحة حزن شفيف، ملتزماً وحدة الوزن والقافية في بناء قصائده.

### قالوا عن أشعاره
سلك طريق الصوفية وتأثر بشعرهم ونسج شعرا صوفيا رائعا ساحرا باللغة الفصحى والعامية. لقد عرف يوسف التنى كشاعر ولم يعرف ككاتب ولكنه كان كاتبا ناقدا سجل أراءه في جريدتى النهضة والفجر، وقدم دراسات عن الشعر والجمال. ولكن الشعر كان همه وشغله، وقد قامت المدرسة الحديثة في الشعر السودانى على جهوده هو ومحمد أحمد محجوب وميمان وقد حدد هؤلاء طريق التجديد في الشعر ورسموا الطريق نحو الانفتاح على مذاهب الشعر الحديث، والمدرسة التي تزعمها يوسف التنى وأكملها محمد أحمد محجوب هي مدرسة شعر النفس والطبع وهي التي مهدت لدفع الشعر السودانى الذي كان ينحصر في المدح والرثاء، وشعره يحكى قصة روح في أطواره الثلاثة، ففى الطور الأول يحكى قصة العاشق المفتون وفي الطور الثاني يحكى قصة المتثاقل المتردد وفي الطور الثالث يحكى قصة الوصول والاستقرار. وفي نفس فترة يوسف التنى كان هنالك الشاعر التجانى يوسف بشير الذي قفز دفعات فوق الدفعة التي قدمها يوسف التنى ورفاقه فقد طاف يوسف التنى ورفاقه بالشعر حتى نصف الدائرة وجاء التجانى يوسف بشير وأكمل الدائرة. فقد كان رأس أسرة الشعر السودانى الحديث، وكان من شعراء الحركة الوطنية 